# Rytmika Dalcroze’a

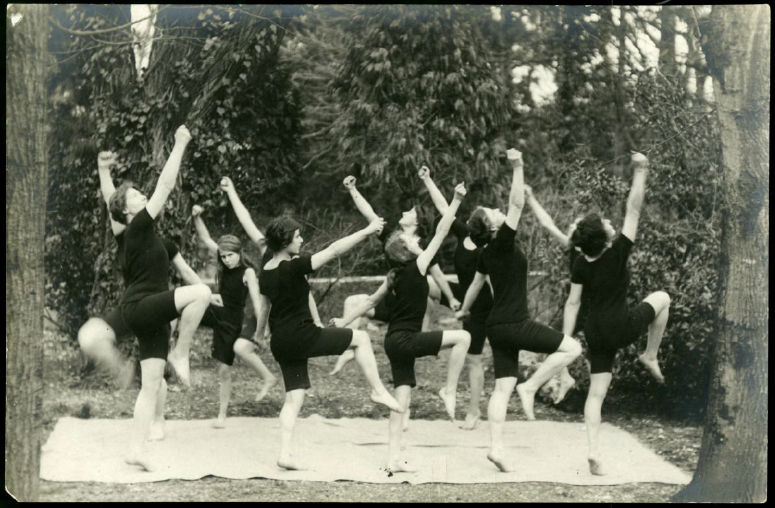
Zajęcia z rytmiki Dalcroze’a (1910)

Rytmika Dalcroze’a (zwana również Eurytmią lub metodą Dalcroze’a) – system edukacji muzycznej dzieci polegający na wyrażaniu muzyki ruchem.
Metoda stworzona została przez szwajcarskiego kompozytora i pedagoga Émile Jacques’a-Dalcroze’a na początku XX w. w Szwajcarii. Eurytmia stwarza uczniowi sposobność do fizycznego doświadczania muzyki poprzez ćwiczenia ruchowe oraz poprzez pozostałe zmysły. Rozwijanie poczucia rytmu, poczucia świadomego ruchu oparte jest u Dalcroze’a na ruchu naturalnym. Ważnym elementem metody jest też improwizacja.
Metoda Dalcroze’a jest jednym z czterech systemów najczęściej wykorzystywanych w edukacji muzycznej dzieci, obok metody Kodálya, Schulwerku Carla Orffa oraz Metody Suzuki.
W 1915 powstał Instytut Jaques’a-Dalcroze’a w Genewie, międzynarodowy ośrodek kształcący muzyków i pedagogów według jego metody.
W Polsce metoda Dalcroze’a stała się podstawą przedmiotu „rytmika” w szkołach muzycznych.
Na Uniwersytecie Muzycznym w Warszawie istnieje Zespół Emila Jaques-Dalcroze’a przy Zakładzie Metod Edukacyjnych.